# Niels Hahn
Niels Hahn (* 24. Mai 2001) ist ein österreichischer Fußballspieler.

## Karriere

### Verein
Hahn begann seine Karriere bei der SVg Pitten. 2014 kam er in die Akademie des FK Austria Wien, in der er fortan sämtliche Altersstufen durchlief. Zur Saison 2017/18 rückte er in den Kader der Zweitmannschaft der Austria auf. In jener Saison, in der Austria II in die 2. Liga aufstieg, wurde er jedoch nicht eingesetzt.
Ohne zuvor für die zweite Mannschaft gespielt zu haben, stand Hahn im Juli 2018 gegen den FC Wacker Innsbruck erstmals im Kader der ersten Mannschaft, kam allerdings nicht zum Einsatz. Im August 2018 debütierte er für die Young Violets, der Zweitmannschaft der Austria, in der zweithöchsten Spielklasse, als er am dritten Spieltag der Saison 2018/19 gegen den FC Liefering in der Startelf stand.
Am 11. November 2018 gab Hahn sein Debüt in der österreichischen Bundesliga. Bei der 0:2-Heimniederlage gegen FC Red Bull Salzburg wurde er von Trainer Thomas Letsch in der 74. Spielminute anstelle von Vesel Demaku eingesetzt. In vier Spielzeiten bei den Profis kam er zu sechs Bundesligaeinsätzen. Ab der Saison 2022/23 gehörte er dann wieder nur noch zum Kader der Young Violets. Mit diesen stieg er am Ende der Saison 2022/23 aber wieder aus der 2. Liga ab.
Zur Saison 2023/24 wechselte Hahn daraufhin zum Zweitligisten SKU Amstetten, bei dem er einen bis Juni 2025 laufenden Vertrag erhielt. Für Amstetten absolvierte er insgesamt 44 Zweitligapartien. Nach der Saison 2024/25 verließ er den Verein per Vertragsende.
Zur Saison 2025/26 wechselte er daraufhin zum viertklassigen 1. Wiener Neustädter SC.

### Nationalmannschaft
Hahn spielte im Oktober 2015 erstmals für eine österreichische Jugendnationalauswahl. Im August 2017 debütierte er gegen Finnland für die österreichische U-17-Auswahl.
Im März 2019 kam er gegen Georgien zu seinem ersten Einsatz für die U-18-Mannschaft. In jenem Spiel, das Österreich mit 3:1 gewann, erzielte er zudem auch den Treffer zum zwischenzeitlichen 2:1. Im September 2019 kam er gegen Lettland erstmals für die U-19-Mannschaft zum Einsatz.